# Marie-Jacques-François-Alexandre Asselin de Villequier
Pour les articles homonymes, voir Asselin.
Marie-Jacques-François-Alexandre Asselin, dit baron de Villequier (titre de courtoisie), né le 1er juillet 1759 à Villequier où il est mort 30 juillet 1833, est un magistrat et homme politique français, premier président de la Cour royale de Rouen et député de la Seine-Inférieure.

## Biographie
Fils de Jean François Alexandre Asselin, dit baron de Villequier (titre de courtoisie) (1708-1782), et de Marie Anne Françoise Le Cornu de Bimorel (1739-1825), baronne de Crèvecoeur, dame de La Bonneville, il est issu d'une ancienne famille de Normandie (on en retrouve le nom dès 1319 sur un document faisant état d'une donation au monastère de Saint-Pierre de Dampierre). Petit fils de Jacques Louis David Asselin de Villequier, conseiller du roi au Parlement de Rouen (1664-1725). 
Ses deux fils ont servi la France durant les campagnes d'Allemagne et un s'est illustré dans l'unité de cavalerie des Gardes du corps du roi Louis XVIII puis dans les hussards de la garde royale. L'un, Hippolyte Asselin de Villequier fut élève à l'école militaire de Saint-Cyr, capitaine au 2e régiment de carabiniers et décoré de la Légion d'honneur au grade d'officier. L'autre, Alfred Asselin de Villequier fut décoré de la Légion d'honneur au grade de chevalier.   
La famille Asselin de Villequier a fourni 9 conseillers au Parlement de Normandie ainsi que des présidents à mortier, l'une des charges les plus importantes de l'Ancien Régime. On retrouve également un conseiller du roi en la vicomté d'Orbec au XVIe siècle et un conseiller puis maître d'hôtel du roi en la généralité de Rouen en 1643.

### Un magistrat
En 1779, il devient conseiller au Parlement de Rouen et conserve cette charge jusqu'à la suppression des cours de Parlement en 1790. Il est maître des requêtes de 1786 à la Révolution, conseiller d'État honoraire en 1814 et chevalier de la Légion d'honneur.
Sans avoir quitté la France, il est porté comme émigré dans plusieurs départements où il est propriétaire. Arrêté comme suspect, il recouvre la liberté au 9 Thermidor et obtint sa radiation de la liste des émigrés en 1799.
À la réorganisation des tribunaux, il est nommé président de chambre à la Cour de Rouen, en mars 1811, et, huit mois après, premier président de la même Cour.

### Un législateur
Le 12 mai 1815, le collège électoral du département de la Seine-Inférieure l'élit représentant à la Chambre des Cent-Jours, par 84 voix sur 98 votants. Le même collège le réélit député, sans concurrent, le 24 novembre 1827, puis le 19 juillet 1830.
Le 5 juillet 1831, c'est le dixième collège électoral de la Seine-Inférieure (Yvetot) qui l'envoie à la Chambre par 186 voix sur 268 votants et 416 inscrits, contre Édouard Lemire, qui n'obtient que 77 voix.
Il siège alors parmi les modérés de la majorité.
Il conserve la présidence de la Cour de Rouen jusqu'à sa mort, en 1833.

### Distinction
- Officier de la Légion d'honneur (1814)[2]

## Mariage et descendance
Le 4 avril 1780, il épouse à Paris, Catherine Louise Éléonore Dambray de Montigny (Rouen, paroisse Saint-Godard, 12 mars 1762 - Paris, 6 novembre 1851), fille de Jacques Henri Dambray de Montigny, seigneur d'Ouville l'Abbaye, lieutenant des vaisseaux du roi, chevalier de Saint Louis, et de Charlotte Françoise de Thère (fille de Charles-François de Thère & Marie Marguerite Rose d'Harcourt).  
Cette alliance fera de lui le beau-frère du chancelier Dambray. De ce mariage sont issus plusieurs enfants : 
- Marie Jacques François Asselin de Villequier (Rouen, paroisse Sainte-Croix-Saint-Ouen, 23 décembre 1784 - Rouen, 28 décembre 1810) ;
- Charles François Hippolyte Asselin de Villequier (Paris, 21 mai 1786 - Villequier, 20 novembre 1822), marié à Rouen le 25 mai 1811 avec Marie Françoise Caroline Chrestien de Fumechon (1790-1857), fille de Jacques Pierre Amable Chrestien de Fumechon. De ce mariage, est issue notamment, Stéphanie Asselin de Villequier, mariée avec Jules Cardon de Montigny, député du Pas-de-Calais ;
- Léonie Éléonore Françoise Asselin de Villequier (Rouen, 22 novembre 1787 - Strasbourg, 5 septembre 1855), mariée à Norville le 30 juin 1806 avec Augustin Isambart Nicolas Busquet de Caumont (1780-1825), dont postérité ;
- Adélaïde Charlotte Françoise Asselin de Villequier (Rouen, paroisse Sainte-Croix-Saint-Ouen, 3 novembre 1789 -  Paris, 12 mars 1849), mariée à Motteville le 21 juillet 1807 avec Marie Louis Raoul Le Bègue de Germiny, officier de cavalerie, chevalier de Saint-Louis (1773-1830), dont postérité ;
- Virginie Asselin de Villequier (Rouen, 6 juillet 1792 - Rouen, 19 juin 1826), mariée à Rouen le 17 novembre 1813 avec Frédéric Louis Lucas de Lestanville (1790-1860), dont postérité ;
- Alfred François Asselin de Villequier (Rouen, 14 juillet 1797 -  Le Boulay-Morin, 16 juillet 1876), marié à Paris le 13 septembre 1824 avec Octavie Albertine Henriette Cardon de Montigny (1806-1879), dont postérité : leur fille Françoise Asselin de Villequier (1832-1912), épouse en 1855 le comte Charles de Maistre, propriétaire du château de Beaumesnil.

## Le château de Villequier-Beaumesnil

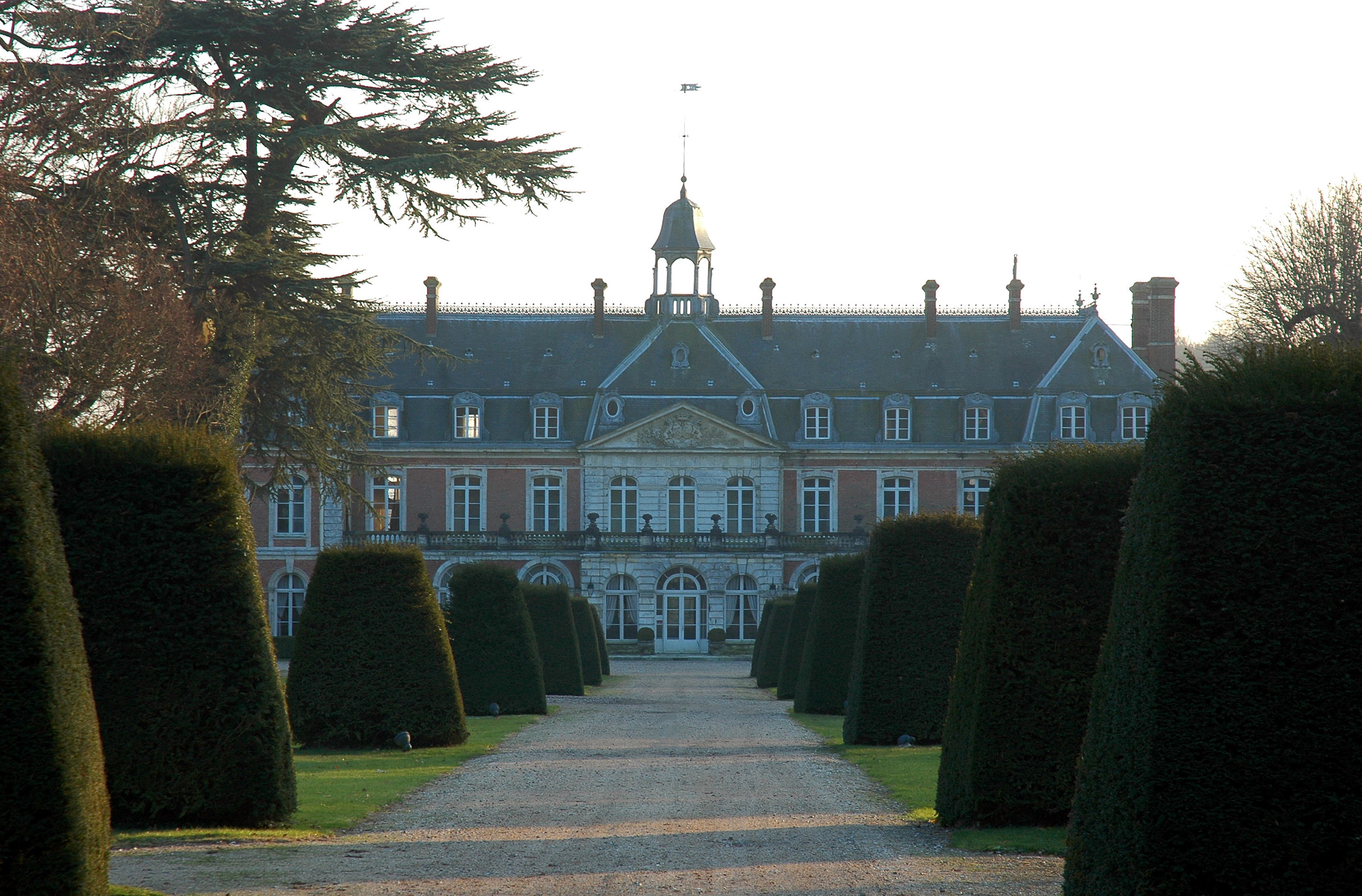
Le château vu de face.

Après la mort de son père, en 1782, il fait achever la construction du château de Villequier-Beaumesnil. 
Le nom de Beaumesnil a été apporté du pays d'Ouche par Robert II d'Harcourt qui épousa Jeanne de Villequier à la fin du XIIIe siècle. Cette demeure est, en effet, édifiée sur l'ancien fief de Beaumesnil. 
Elle n'a pas souffert de la Révolution et domine un large panorama sur la vallée de la Seine. Ses descendants la vendront à la fin du second empire.

## Sources
- « Marie-Jacques-François-Alexandre Asselin de Villequier », dans Adolphe Robert et Gaston Cougny, Dictionnaire des parlementaires français, Edgar Bourloton, 1889-1891 [détail de l’édition]
- Gérard d’Arundel de Condé, Les Anoblis par charges en Haute-Normandie de 1670 à 1790, Paris, Patrice du Puy, 2006, 408 p., 24 cm (ISBN 978-2-908003-31-4, OCLC 469978633, lire en ligne), p. 31-32.
- Biographie universelle et portative des contemporains, 1836.
- Les derniers maîtres des requêtes de l'Ancien Régime (1771-1789), Sylvie Nicolas, 1998.
- John Dunne et Jérôme Decoux, Grands Notables du Premier Empire : Seine-Inférieure, Paris, CNRS, 1993.